# Felix Banaszak
Felix Banaszak (ur. 24 października 1989 w Duisburgu)  – niemiecki polityk, deputowany do Bundestagu, od 2024 współprzewodniczący Zielonych.

## Życiorys
W 2009 zdał egzamin maturalny w rodzinnej miejscowości. W latach 2010–2014 kształcił się w zakresie antropologii społecznej i kulturowej oraz politologii na Wolnym Uniwersytecie Berlińskim, uzyskując dyplom licencjata. W 2009 wstąpił do Zielonych, był współpracownikiem posła do berlińskiej Izby Deputowanych oraz eurodeputowanych swojej partii. Został członkiem związków zawodowych ver.di oraz IG Metall. Działał w młodzieżówce Grüne Jugend, w latach 2013–2014 był jednym z dwojga jej rzeczników na szczeblu federalnym. W 2018 stanął na czele Zielonych w Nadrenii Północnej-Westfalii.
W wyborach w 2021 uzyskał mandat deputowanego do Bundestagu. Z powodzeniem ubiegał się o poselską reelekcję w 2025.
W listopadzie 2024 został (obok Franziski Brantner) jednym z dwojga współprzewodniczących swojego ugrupowania.

## Życie prywatne
Jest żonaty, ma córkę.